# Sam Fan Thomas
Sam Fan Thomas est un musicien camerounais né en avril 1952, à Bafoussam. Associé au makossa, il commença sa carrière à la fin des années 1960. Il joue d'abord avec le groupe camerounais Les Tigres noirs jusqu'en 1976 avant de décider de se lancer seul. Sa carrière personnelle commence avant son premier tube Rikiatou, mais c'est avec le titre African Typic Collection qu'il connait un succès international en 1984, date à laquelle son fameux album Makassi est sorti, probablement le plus connus.

## Discographie
- 2016 : Che Gwon Laa
- 2016 : Molega
- 2014 : African Typic Collection
- 2014 : Neng Makassi
- 2011 : The Best Of (Cameroon)
- 1999 : No Satisfaction
- 1995 : The Best of Sam Fan Thomas Label, Toure Jim's Records
- 1991 : Si tcha Label, Sonodisc
- 1990 : Mohe
- 1990 : Zimo
- 1988 : Makassi Again Label, Socadisc
- 1985 : Tam 11
- 1984 : Makassi
- 1977 : Funky New Bell
- ? : Makassi Plus